# إيمرية
الإيمرية (الاسم العلمي: Eimeria) هي جنس من أسناخ صبغية تتبع الفصيلة الإيمريات من رتبة الأكريات الحقيقية.